# فيليبي آزيفيدو
فيليبي آزيفيدو (21 يناير 1975 في فرنسا - ) (بالفرنسية: Filipe Vaz de Azevedo) هو لاعب كرة قدم فرنسي في مركز الهجوم. لعب مع ألفيركا وأولمبيك مارسيليا وأيل ليماسول ولوكوموتيف موسكو ونادي أورينسي ونادي أولهانينسي ونادي سيدان وF.C. Felgueiras ‏ ونادي بينفايل وMahindra United FC ‏ وسالجويروس ‏ وAD Cerro de Reyes ‏ وكامبومايورنسي ‏.

## وصلات خارجية
- فيليبي آزيفيدو على موقع قاعدة بيانات كرة القدم.إي يو (الإنجليزية)
- فيليبي آزيفيدو على موقع عالم كرة القدم.نت (الإنجليزية)